# Chancelier (université)
Pour les articles homonymes, voir Chancelier (homonymie).
Le chancelier d'une université est un dignitaire honoraire qui occupe principalement des fonctions de représentation et qui est nommé pour un mandat d'une durée limitée et renouvelable. Ce terme est surtout utilisé au Canada, à Hong Kong, en Inde, en Irlande, aux États-Unis, en Australie ou aux Philippines.
Dans d'autres pays, le principal responsable d'une université porte le nom de président, principal, recteur ou provost.
En France, les recteurs d'académie sont aussi chanceliers des universités.
Dans de nombreux pays du Commonwealth, le chancelier a un rôle principalement honorifique. C'est alors le vice-chancelier qui est vraiment le responsable de l'université.

## Allemagne
En Allemagne, le chancelier est en général le chef de l'administration d'une université et le responsable financier, souvent nommé à vie. Le représentant de l'université s'appelle soit recteur, soit président.

## Belgique
Le titre de chancelier est un titre honorifique, c'est le recteur qui est le véritable responsable de l'université.

## Canada, Hong Kong et Écosse
Les universités canadiennes, écossaises et de Hong Kong sont dirigées par des chanceliers mais dans les faits, c'est le principal de l'université qui est responsable des affaires courantes de l'institution. Ce dernier porte parfois le titre de vice-chancelier. Au Canada, le principal peut également s'appeler président ou recteur.

## États-Unis
Aux États-Unis, les directeurs de collèges et d'universités sont généralement appelés « président ». Un système universitaire multi-campus peut être dirigé par un chancelier qui sert de chef à l'échelle du système, avec des présidents régissant les institutions individuelles : par exemple, l'université d'État de New York et l'université de la ville de New York. Il existe également certains systèmes universitaires, tels que les systèmes universitaires de la Caroline du Nord , de l'Illinois, du Missouri, du Massachusetts, de l'Arkansas, du Wisconsin et de la Californie, dans lesquels ces deux titres sont inversés. À Rutgers, l'université d'État du New Jersey qui est une seule université unifiée avec trois campus, les directeurs généraux des deux campus plus petits de Camden et de Newark sont appelés chanceliers. L'université Rutgers elle-même a un président comme directeur général.
Les présidents sont les directeurs généraux fonctionnels de la plupart des universités américaines autonomes. Cependant, quelques universités comme l'université de Syracuse et l'université de Pittsburgh, ont un chancelier en tant que directeur général. Il existe occasionnellement d'autres utilisations du chancelier. Le collège de William et Mary utilise le chancelier au sens britannique, comme un chef de file, mais le véritable dirigeant de l'école est le «président», pas un «vice-chancelier». Certaines écoles, comme la Lubbock Christian University au Texas, attribuent le titre cérémoniel de « chancelier » à un président d'université qui prend sa retraite. L'université catholique d'Amérique est dirigée par un président(anciennement « recteur »), l'archevêque de Washington servant de chancelier, une fonction cérémonielle mais qui oblige l'archevêque à représenter l'université devant le Saint-Siège. Ce scénario, bien qu'il ne soit pas toujours reproduit exactement, est typique à d'autres universités catholiques en raison de la hiérarchie catholique. Dans certaines écoles dirigées par des ordres religieux, le recteur de la communauté remplace le président lorsque l'individu est membre de celui-ci.
Le chancelier en titre est parfois utilisé dans l'enseignement de la maternelle à la 12e année dans un sens similaire à celui du directeur des écoles, en particulier dans les districts scolaires urbains. Le chancelier des écoles de la ville de New York est le directeur général du ministère de l'Éducation de la ville de New York qui gère le système d'écoles publiques de la ville (le plus grand des États-Unis). Le chef du système des écoles publiques du district de Columbia est également appelé le chancelier.

## France
En France, le recteur d'académie représente dans les universités de sa circonscription le ministre chargé de l'enseignement supérieur avec le titre de chancelier des universités.

## Pologne
Le chancelier (kanclerz) d'un établissement d'enseignement supérieur et de recherche est en Pologne la plus haute autorité dirigeant les services de l'administration de celui-ci, sous l'autorité du recteur qui le nomme après avis du sénat académique (en) de l'établissement. Il est le supérieur des personnels non académiques. Il propose au recteur la nomination du questeur, qui est son adjoint et joue le rôle de chef de la comptabilité.

## Royaume-uni
Au Royaume-Uni, le chancelier est généralement une personnalité publique importante et occupe un rôle cérémonial. Le vice-chancelier dirige l'administration et est, de facto, le directeur de l'université. En Ecosse, les affaires courantes sont généralement gérées par un principal et un vice-chancelier.

## Vice-chancelier
Le vice-chancelier est le chef exécutif de l'université en Angleterre, Pays de Galles, Irlande du Nord, Nouvelle Zélande, Australie, Népal, Inde, Bangladesh, Malaisie, Nigeria, Pakistan, Sri Lanka, Afrique du Sud, Kenya ainsi que d'autres pays du Commonwealth et certaines universités à Hong Kong. En Ecosse, au Canada et en Irlande, le chef exécutif de l'université est généralement appelé principal ou président, le titre de vice-chancelier étant honorifique et autorisant celui qui le détient à conférer les diplômes en l'absence du chancelier. En Irlande du Nord, le vice-chancelier de l'université peut également avoir les titres de president ou de principal. 
Le rôle de vice-chancelier diffère de celui de chancelier, qui est généralement une personnalité publique importante qui agit en tant que figure cérémoniale uniquement alors que le vice-chancelier est le chef exécutif.